# Aérodrome de Bíldudalur
Pour les articles homonymes, voir BIBD.
L'aérodrome de Bíldudalur (code IATA : BIU • code OACI : BIBD) est un petit aéroport desservant Bíldudalur, un village dans la municipalité de Vesturbyggð dans les Vestfirðir de l'Islande. La piste est située à 5 km au sud-sud-est du village.

## Situation

### Carte des aéroports d'Islande
| \| 40 km1:1 908 000 \| Akureyri Bakki Blönduós Breiðdalsvík Bíldudalur Djúpivogur Egilsstaðir Fagurhólsmýri Fáskrúðsfjörður Gjögur Grundarfjörður Grímsey Hornafjörður Hólmavík Húsavík Keflavík Kópasker Mývatn Norðfjörður Ólafsfjörður Patreksfjörður Raufarhöfn Reykjavík Rif Sauðárkrókur Selfoss Siglufjörður Stykkishólmur Vestmannaeyjar Vopnafjörður Ísafjörður Þingeyri Þórshöfn |
| 40 km1:1 908 000 |

## Compagnies aériennes et destinations
| Compagnies | Destinations |
| ---------- | ------------ |
| Norlandair | Reykjavik    |

Actualisé le 02/06/2023